# Formerie
Formerie – miejscowość i gmina we Francji, w regionie Hauts-de-France, w departamencie Oise. W 2016 roku populacja ówczesnej gminy wynosiła 2062 mieszkańców. 
Dnia 1 stycznia 2019 roku połączono dwie wcześniejsze gminy: Boutavent oraz Formerie. Siedzibą gminy została miejscowość Formerie, a nowa gmina przyjęła jej nazwę. 